# Michael Schur
Michael Herbert Schur (Ann Arbor, Michigan, Flórida, 29 de outubro de 1975) é um produtor de televisão e escritor estadunidense mais conhecido por seus trabalhos nas séries The Office e Parks and Recreation. Ele também é criador das séries Brooklyn Nine-Nine e The Good Place.

## Carreira
Schur nasceu em uma família judia. Formou-se na Universidade Harvard em 1997 e escreveu por seis temporadas no Saturday Night Live da NBC até 2004. Logo depois, tornou-se produtor e escritor de The Office na NBC, para o qual escreveu doze episódios.
Schur apareceu em The Office como o primo de Dwight, Mose Schrute, em treze episódios. Ele também co-escreveu The Office: The Accountants com Paul Lieberstein.
Em 2005, Schur foi co-produtor de The Comeback, da HBO, e escreveu dois de seus treze episódios. Em 2006, co-escreveu o filme Totally Awesome.
Schur também escreveu Fire Joe Morgan, um blog de jornalismo esportivo, sob o pseudônimo "Ken Tremendous". Schur ressuscitou o pseudônimo em 2011, quando começou a escrever para o site Nation Baseball Nation. Ken Tremendous também é o nome de usuário do Twitter de Schur.
Em abril de 2008, Schur e Greg Daniels começaram a trabalhar em um piloto para Parks and Recreation como uma proposta de spin-off do The Office. Com o tempo, Schur percebeu que a Parks and Recreation funcionaria melhor como um espetáculo se eles fossem separados do The Office. Escreveu 19 episódios e dirigiu 9 episódios da série.
Schur colaborou com The Decemberists em seu videoclipe de Calamity Song do álbum The King Is Dead. Este vídeo é baseado em Eschaton, um jogo de guerra simulado nuclear jogado em quadras de tênis que David Foster Wallace criou em seu romance de 1996 Infinite Jest. Schur escreveu sua tese de graduação sobre o romance, e ele também possui os direitos do filme para ele.
Com Daniel J. Goor, Schur criou a comédia da Fox, Brooklyn Nine-Nine, que estreou no outono de 2013. Escreveu dois e dirigiu dois episódios.
Em 19 de setembro de 2016, a sitcom criada por Schur, The Good Place, começou a ser exibida na NBC. Escreveu cinco e dirigiu quatro episódios da série. Também co-escreveu o teleplay de "Nosedive", um episódio da série antológica Black Mirror com Rashida Jones, de uma história de Charlie Brooker. Em 2021, foi um dos criadores de Rutherford Falls, série de comédia exibida na Peacock.
Schur foi indicado vinte vezes ao prêmio Emmy e venceu duas vezes: em 2002 como escritor no Saturday Night Live e em 2006 como produtor em The Office. Como produtor executivo, também foi premiado no Writers Guild of America Award em 2022 por Hacks.

## Filmografia

### Televisão
| Ano           | Título               | Diretor | Escritor | Produtor | Ator | Produtor Executivo | Papel              | Notas                              |
| ------------- | -------------------- | ------- | -------- | -------- | ---- | ------------------ | ------------------ | ---------------------------------- |
| 1997–2004     | Saturday Night Live  |         | Sim      | Sim      | Sim  |                    | Vários personagens |                                    |
| 2005          | The Comeback         |         | Sim      | Sim      |      |                    |                    |                                    |
| 2005–2013     | The Office           |         | Sim      | Sim      | Sim  | Sim                | Mose               |                                    |
| 2006          | Totally Awesome      |         | Sim      |          |      |                    |                    | Filme televisivo                   |
| 2007          | The O.C.             |         |          |          | Sim  |                    | Paul               | Episódio: "The Case of the Franks" |
| 2008          | Miss Guided          |         |          |          | Sim  |                    | Male Teacher       | Episódio: "Pool Party"             |
| 2009–2015     | Parks and Recreation | Sim     | Sim      |          |      | Sim                |                    |                                    |
| 2013–2021     | Brooklyn Nine-Nine   | Sim     | Sim      |          |      | Sim                |                    |                                    |
| 2015–presente | Master of None       |         |          |          |      | Sim                |                    |                                    |
| 2016–2020     | The Good Place       | Sim     | Sim      |          |      | Sim                |                    |                                    |
| 2016          | Black Mirror         |         | Sim      |          |      |                    |                    | Episódio: "Nosedive"               |
| 2019          | Abby's               |         |          |          |      | Sim                |                    |                                    |